# Kopcie (województwo świętokrzyskie)
Kopcie – wieś w Polsce położona w województwie świętokrzyskim, w powiecie skarżyskim, w gminie Bliżyn.
W latach 1975–1998 miejscowość administracyjnie należała do województwa kieleckiego.
Przez wieś przechodzi  czerwony szlak turystyczny z rezerwatu przyrody Diabla Góra do Łącznej.
Wierni kościoła rzymskokatolickiego należą do parafii Przemienienia Pańskiego w Odrowążku.